# Lista över fornlämningar i Falköpings kommun (Falköping)
Lista över fornlämningar i Falköpings kommun (Falköping) är en förteckning av ett urval av de fornlämningar som finns i Falköping i Falköpings kommun.
| Namn                                             | Lämningstyp    | Tillkomsttid | Historisk indelning      | Plats | Läge                 | ID-nr          | Bild                                      |
| ------------------------------------------------ | -------------- | ------------ | ------------------------ | ----- | -------------------- | -------------- | ----------------------------------------- |
| Falköping 1:1                                    | Stenkammargrav |              | Falköping, Västergötland |       | 58.166185, 13.584701 | 10188500010001 | Ladda upp en till bild av detta fornminne |
| Falköping 2:1                                    | Stenkammargrav |              | Falköping, Västergötland |       | 58.178436, 13.598386 | 10188500020001 | Ladda upp en bild av detta fornminne      |
| Hjälmars rör (Falköping 3:1)                     | Stenkammargrav |              | Falköping, Västergötland |       | 58.169820, 13.578061 | 10188500030001 | Ladda upp en till bild av detta fornminne |
| Åttagårdens gånggrift (Falköping 4:1)            | Stenkammargrav |              | Falköping, Västergötland |       | 58.167572, 13.576874 | 10188500040001 | Ladda upp en till bild av detta fornminne |
| Falköping 5:1                                    | Stensättning   |              | Falköping, Västergötland |       | 58.166332, 13.573604 | 10188500050001 | Ladda upp en till bild av detta fornminne |
| Falköping 5:2                                    | Stenkammargrav |              | Falköping, Västergötland |       | 58.166072, 13.573244 | 10188500050002 | Ladda upp en till bild av detta fornminne |
| Falköping 7:1                                    | Stenkammargrav |              | Falköping, Västergötland |       | 58.153409, 13.568787 | 10188500070001 | Ladda upp en till bild av detta fornminne |
| Ängshögens norra gånggrift (Falköping 8:1)       | Stenkammargrav |              | Falköping, Västergötland |       | 58.175834, 13.546882 | 10188500080001 | Ladda upp en till bild av detta fornminne |
| Ängshögens södra gånggrift (Falköping 9:1)       | Stenkammargrav |              | Falköping, Västergötland |       | 58.175147, 13.546055 | 10188500090001 | Ladda upp en till bild av detta fornminne |
| Trädgårdens gånggrift (Falköping 11:1)           | Stenkammargrav |              | Falköping, Västergötland |       | 58.173732, 13.546656 | 10188500110001 | Ladda upp en till bild av detta fornminne |
| Falköping 12:1                                   | Stenkammargrav |              | Falköping, Västergötland |       | 58.172817, 13.545589 | 10188500120001 | Ladda upp en till bild av detta fornminne |
| Falköping 12:2                                   | Stensättning   |              | Falköping, Västergötland |       | 58.173146, 13.544928 | 10188500120002 | Ladda upp en till bild av detta fornminne |
| Falköping 14:1                                   | Stenkammargrav |              | Falköping, Västergötland |       | 58.173260, 13.548031 | 10188500140001 | Ladda upp en till bild av detta fornminne |
| Falköping 14:2                                   | Hög            |              | Falköping, Västergötland |       | 58.173433, 13.548037 | 10188500140002 | Ladda upp en bild av detta fornminne      |
| Falköping 15:1                                   | Stenkammargrav |              | Falköping, Västergötland |       | 58.172126, 13.546197 | 10188500150001 | Ladda upp en till bild av detta fornminne |
| Falköping 15:2                                   | Stenkammargrav |              | Falköping, Västergötland |       | 58.172029, 13.545445 | 10188500150002 | Ladda upp en till bild av detta fornminne |
| Falköping 16:1                                   | Stenkammargrav |              | Falköping, Västergötland |       | 58.171641, 13.544975 | 10188500160001 | Ladda upp en bild av detta fornminne      |
| Falköping 17:1                                   | Stensättning   |              | Falköping, Västergötland |       | 58.172437, 13.543721 | 10188500170001 | Ladda upp en till bild av detta fornminne |
| Gläshall (Falköping 18:1)                        | Stenkammargrav |              | Falköping, Västergötland |       | 58.170724, 13.539684 | 10188500180001 | Ladda upp en till bild av detta fornminne |
| Lusthushögen (Falköping 19:1)                    | Stenkammargrav |              | Falköping, Västergötland |       | 58.173025, 13.550463 | 10188500190001 | Ladda upp en till bild av detta fornminne |
| Falköping 21:1                                   | Stensättning   |              | Falköping, Västergötland |       | 58.170968, 13.548740 | 10188500210001 | Ladda upp en till bild av detta fornminne |
| Karl Botvids kulle (Falköping 23:1)              | Hög            |              | Falköping, Västergötland |       | 58.171360, 13.553474 | 10188500230001 | Ladda upp en till bild av detta fornminne |
| Falköping 24:1                                   | Stenkammargrav |              | Falköping, Västergötland |       | 58.170209, 13.553775 | 10188500240001 | Ladda upp en till bild av detta fornminne |
| Kyrkerör (Falköping 28:1)                        | Stenkammargrav |              | Falköping, Västergötland |       | 58.167059, 13.552906 | 10188500280001 | Ladda upp en till bild av detta fornminne |
| Ballersten (Falköping 29:1)                      | Hällristning   |              | Falköping, Västergötland |       | 58.167303, 13.553073 | 10188500290001 | Ladda upp en till bild av detta fornminne |
| Falköping 35:1                                   | Stensättning   |              | Falköping, Västergötland |       | 58.170965, 13.541960 | 10188500350001 | Ladda upp en till bild av detta fornminne |
| Nästegårdens hällkista (Falköpings västra 1:1)   | Stenkammargrav |              | Falköping, Västergötland |       | 58.163501, 13.521862 | 10302700010001 | Ladda upp en till bild av detta fornminne |
| Firse sten (Falköpings östra 1:1)                | Stenkammargrav |              | Falköping, Västergötland |       | 58.153017, 13.568653 | 10302800010001 | Ladda upp en till bild av detta fornminne |
| Nästegårdens gånggrift (Falköpings västra 2:1)   | Stenkammargrav |              | Falköping, Västergötland |       | 58.164030, 13.522465 | 10302700020001 | Ladda upp en till bild av detta fornminne |
| Falköpings östra 2:1                             | Stensättning   |              | Falköping, Västergötland |       | 58.154839, 13.571211 | 10302800020001 | Ladda upp en till bild av detta fornminne |
| Falköpings östra 3:1                             | Stenkrets      |              | Falköping, Västergötland |       | 58.155244, 13.594169 | 10302800030001 | Ladda upp en bild av detta fornminne      |
| Drakarör (Falköpings västra 4:1)                 | Stenkammargrav |              | Falköping, Västergötland |       | 58.166195, 13.525755 | 10302700040001 | Ladda upp en till bild av detta fornminne |
| Kapellsgårdens gånggrift (Falköpings västra 5:1) | Stenkammargrav |              | Falköping, Västergötland |       | 58.168138, 13.535854 | 10302700050001 | Ladda upp en till bild av detta fornminne |
| Falköpings östra 5:1                             | Stenkammargrav |              | Falköping, Västergötland |       | 58.157705, 13.586523 | 10302800050001 | Ladda upp en till bild av detta fornminne |
| Falköpings östra 6:1                             | Stenkammargrav |              | Falköping, Västergötland |       | 58.160296, 13.586977 | 10302800060001 | Ladda upp en bild av detta fornminne      |
| Bestorpsdösen (Falköpings västra 7:1)            | Stenkammargrav |              | Falköping, Västergötland |       | 58.167337, 13.532073 | 10302700070001 | Ladda upp en till bild av detta fornminne |
| Falköpings östra 7:1                             | Hög            |              | Falköping, Västergötland |       | 58.160176, 13.589364 | 10302800070001 | Ladda upp en bild av detta fornminne      |
| Falköpings östra 8:1                             | Stenkammargrav |              | Falköping, Västergötland |       | 58.161255, 13.595663 | 10302800080001 | Ladda upp en bild av detta fornminne      |
| Bestorps kyrkplats (Falköpings västra 8:2)       | Kyrka/kapell   |              | Falköping, Västergötland |       | 58.172638, 13.528883 | 10302700080002 | Ladda upp en till bild av detta fornminne |
| Falköpings östra 9:1                             | Stensättning   |              | Falköping, Västergötland |       | 58.161817, 13.593653 | 10302800090001 | Ladda upp en bild av detta fornminne      |
| Falköpings västra 11:1                           | Stenkammargrav |              | Falköping, Västergötland |       | 58.169939, 13.537911 | 10302700110001 | Ladda upp en till bild av detta fornminne |
| Falköpings östra 11:1                            | Stensättning   |              | Falköping, Västergötland |       | 58.167083, 13.607608 | 10302800110001 | Ladda upp en bild av detta fornminne      |
| Falköpings västra 12:1                           | Stenkammargrav |              | Falköping, Västergötland |       | 58.176973, 13.583663 | 10302700120001 | Ladda upp en bild av detta fornminne      |
| Falköpings östra 12:1                            | Stensättning   |              | Falköping, Västergötland |       | 58.166649, 13.603141 | 10302800120001 | Ladda upp en bild av detta fornminne      |
| Falköpings västra 13:1                           | Stensättning   |              | Falköping, Västergötland |       | 58.179656, 13.593386 | 10302700130001 | Ladda upp en bild av detta fornminne      |
| Falköpings östra 13:1                            | Stenkammargrav |              | Falköping, Västergötland |       | 58.168435, 13.598458 | 10302800130001 | Ladda upp en bild av detta fornminne      |
| Falköpings västra 14:1                           | Stenkammargrav |              | Falköping, Västergötland |       | 58.181284, 13.595859 | 10302700140001 | Ladda upp en bild av detta fornminne      |
| Falköpings östra 14:1                            | Stenkammargrav |              | Falköping, Västergötland |       | 58.165927, 13.598199 | 10302800140001 | Ladda upp en bild av detta fornminne      |
| Falköpings västra 15:1                           | Stensättning   |              | Falköping, Västergötland |       | 58.177011, 13.576308 | 10302700150001 | Ladda upp en bild av detta fornminne      |
| Falköpings östra 15:1                            | Stensättning   |              | Falköping, Västergötland |       | 58.163994, 13.596707 | 10302800150001 | Ladda upp en bild av detta fornminne      |
| Falköpings västra 16:1                           | Stenkammargrav |              | Falköping, Västergötland |       | 58.176686, 13.564123 | 10302700160001 | Ladda upp en till bild av detta fornminne |
| Falköpings östra 16:1                            | Stensättning   |              | Falköping, Västergötland |       | 58.166416, 13.599272 | 10302800160001 | Ladda upp en bild av detta fornminne      |
| Falköpings östra 17:1                            | Stensättning   |              | Falköping, Västergötland |       | 58.165664, 13.611998 | 10302800170001 | Ladda upp en bild av detta fornminne      |
| Falköpings östra 18:1                            | Stensättning   |              | Falköping, Västergötland |       | 58.166237, 13.613032 | 10302800180001 | Ladda upp en bild av detta fornminne      |
| Falköpings östra 19:1                            | Stenkammargrav |              | Falköping, Västergötland |       | 58.167459, 13.615155 | 10302800190001 | Ladda upp en bild av detta fornminne      |
| Falköpings östra 19:2                            | Stenkammargrav |              | Falköping, Västergötland |       | 58.167469, 13.615029 | 10302800190002 | Ladda upp en bild av detta fornminne      |
| Falköpings östra 19:3                            | Stenkammargrav |              | Falköping, Västergötland |       | 58.167488, 13.614895 | 10302800190003 | Ladda upp en bild av detta fornminne      |
| Trinnöja (Falköpings västra 20:1)                | Hög            |              | Falköping, Västergötland |       | 58.174518, 13.559437 | 10302700200001 | Ladda upp en till bild av detta fornminne |
| Falköpings östra 20:1                            | Stensättning   |              | Falköping, Västergötland |       | 58.175469, 13.615558 | 10302800200001 | Ladda upp en bild av detta fornminne      |
| Falköpings västra 21:1                           | Stensättning   |              | Falköping, Västergötland |       | 58.175208, 13.559176 | 10302700210001 | Ladda upp en bild av detta fornminne      |
| Falköpings östra 21:1                            | Stensättning   |              | Falköping, Västergötland |       | 58.168437, 13.615842 | 10302800210001 | Ladda upp en bild av detta fornminne      |
| Falköpings västra 21:2                           | Stensättning   |              | Falköping, Västergötland |       | 58.175208, 13.559176 | 10302700210002 | Ladda upp en bild av detta fornminne      |
| Falköpings västra 21:3                           | Stensättning   |              | Falköping, Västergötland |       | 58.175390, 13.559192 | 10302700210003 | Ladda upp en bild av detta fornminne      |
| Falköpings västra 22:1                           | Hög            |              | Falköping, Västergötland |       | 58.181813, 13.566741 | 10302700220001 | Ladda upp en till bild av detta fornminne |
| Falköpings östra 22:1                            | Stensättning   |              | Falköping, Västergötland |       | 58.171129, 13.616333 | 10302800220001 | Ladda upp en bild av detta fornminne      |
| Falköpings östra 26:1                            | Stensättning   |              | Falköping, Västergötland |       | 58.140784, 13.587067 | 10302800260001 | Ladda upp en bild av detta fornminne      |
| Falköpings östra 27:1                            | Stensättning   |              | Falköping, Västergötland |       | 58.142372, 13.585877 | 10302800270001 | Ladda upp en bild av detta fornminne      |
| Falköpings östra 27:2                            | Stensättning   |              | Falköping, Västergötland |       | 58.142231, 13.585723 | 10302800270002 | Ladda upp en bild av detta fornminne      |
| Falköpings östra 40:1                            | Stenkrets      |              | Falköping, Västergötland |       | 58.163565, 13.609075 | 10302800400001 | Ladda upp en bild av detta fornminne      |
| Falköpings östra 41:1                            | Stenkammargrav |              | Falköping, Västergötland |       | 58.164723, 13.611202 | 10302800410001 | Ladda upp en bild av detta fornminne      |
| Falköpings östra 41:2                            | Stenkammargrav |              | Falköping, Västergötland |       | 58.164633, 13.610916 | 10302800410002 | Ladda upp en bild av detta fornminne      |
| Falköpings östra 41:3                            | Hög            |              | Falköping, Västergötland |       | 58.164250, 13.610676 | 10302800410003 | Ladda upp en bild av detta fornminne      |
| Falköpings östra 42:1                            | Hög            |              | Falköping, Västergötland |       | 58.164051, 13.607817 | 10302800420001 | Ladda upp en bild av detta fornminne      |
| Falköpings östra 43:1                            | Hög            |              | Falköping, Västergötland |       | 58.164965, 13.606892 | 10302800430001 | Ladda upp en bild av detta fornminne      |
| Falköpings östra 44:1                            | Hög            |              | Falköping, Västergötland |       | 58.165371, 13.607376 | 10302800440001 | Ladda upp en bild av detta fornminne      |